# Nordamerikanischer Fischotter
Der Nordamerikanische Fischotter (Lontra canadensis) ist ein Marder aus der Gattung der Neuweltotter. Er ist ausschließlich in Nordamerika verbreitet.

## Beschreibung

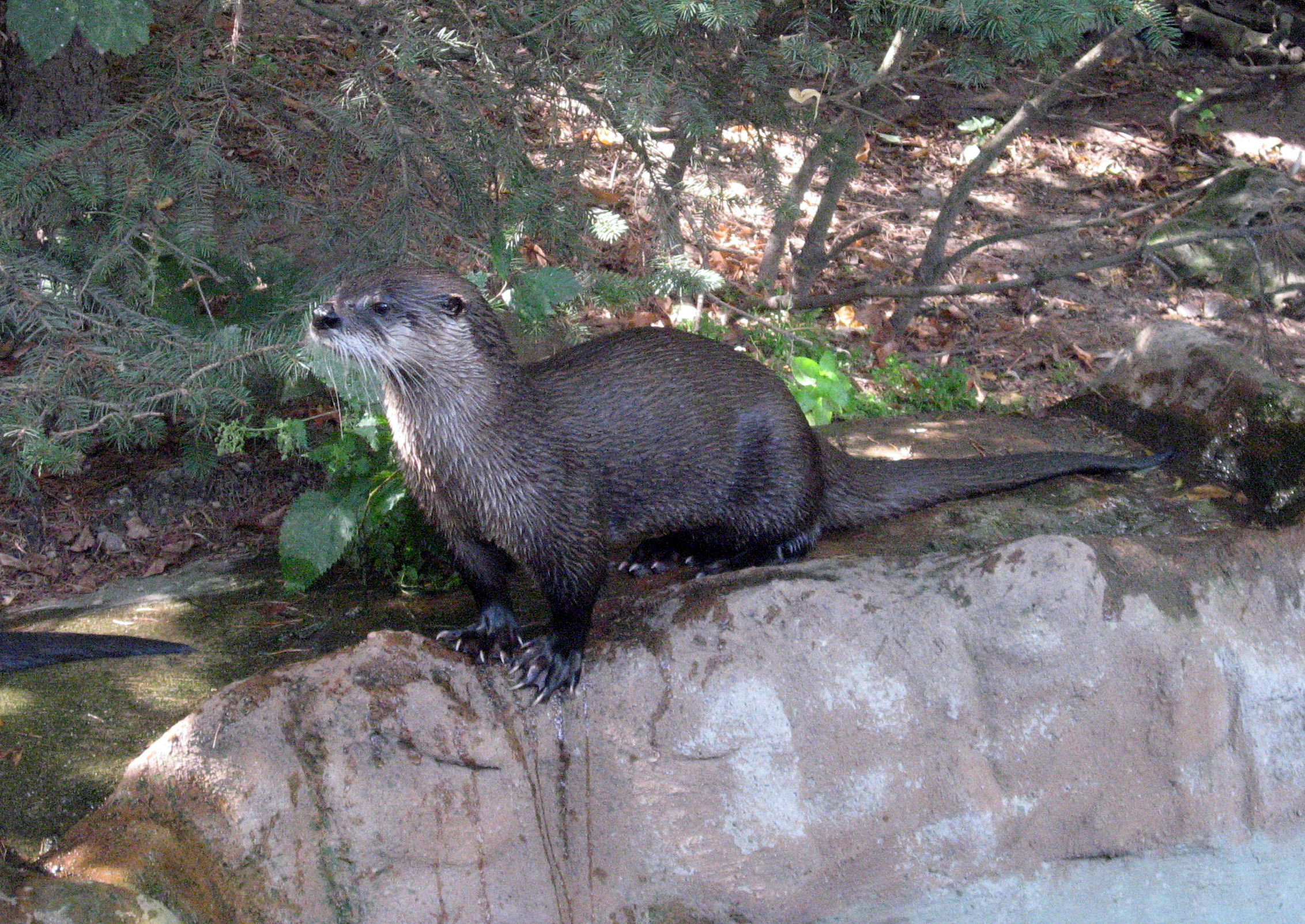
Nordamerikanischer Fischotter

Wie alle Otter besitzt der Nordamerikanische Fischotter einen schlanken, langgestreckten Körper mit kurzen Beinen. Der Schwanz ist leicht dorsoventral abgeflacht. Männliche Nordamerikanische Fischotter erreichen eine Kopfrumpflänge von etwa 70 Zentimetern und ein Körpergewicht von 7,7 bis 9,4 Kilogramm, während die Weibchen mit 60 bis 70 Zentimetern Kopfrumpflänge und 7,3 bis 8,4 Kilogramm meist etwas kleiner und leichter sind. Die Schwanzlänge beträgt 32 bis 47 Zentimeter. Die Färbung des dichten Fells variiert oberseits von braun bis schwärzlich, während Kehle, Kinn und Brustbereich gräulich sind. Der Nasenspiegel ist nackt, die Füße tragen Schwimmhäute und kurze Krallen.
Das Gebiss besteht aus 36 Zähnen und hat folgende Zahnformel:
{\displaystyle {I3\cdot C1\cdot P4\cdot M1 \over I3\cdot C1\cdot P3\cdot M2}}

## Verbreitungsgebiet und Lebensraum

Verbreitungsgebiet des Nordamerikanischen Fischotters

Der Nordamerikanische Fischotter bewohnt weite Teile Nordamerikas von Alaska und Kanada im Norden bis Florida und in den Südwesten der Vereinigten Staaten. In diesem Areal kommt er im Bereich von Flüssen, Teichen, Seen und Salzmarschen an Meeresküsten vor. In der Regel bevorzugt er Gewässer mit dichter Ufervegetation. Die Populationsdichte variiert je nach Region von etwa einem Tier auf vier Quadratkilometern in Idaho bis zu einem Tier auf 1,25 Quadratkilometern in den Küstengebieten Alaskas.

## Unterarten
Man unterscheidet folgende Unterarten des Nordamerikanischen Fischotters:
- L. c. canadensis: Östliches Kanada (Seeprovinzen, Ontario und Québec)
- L. c. kodiacensis: Kodiak-Insel und Shuyak-Insel in Alaska
- L. c. lataxina: Östliche Vereinigte Staaten
- L. c. mira: Prince-of-Wales-Insel (Alaska), Vancouver Island
- L. c. pacifica: Westliches Kanada und Westliche Vereinigte Staaten
- L. c. periclyzomae: Haida Gwaii
- L. c. sonora: Südwestliche Vereinigte Staaten, Mexiko

## Jagdweise und Ernährung

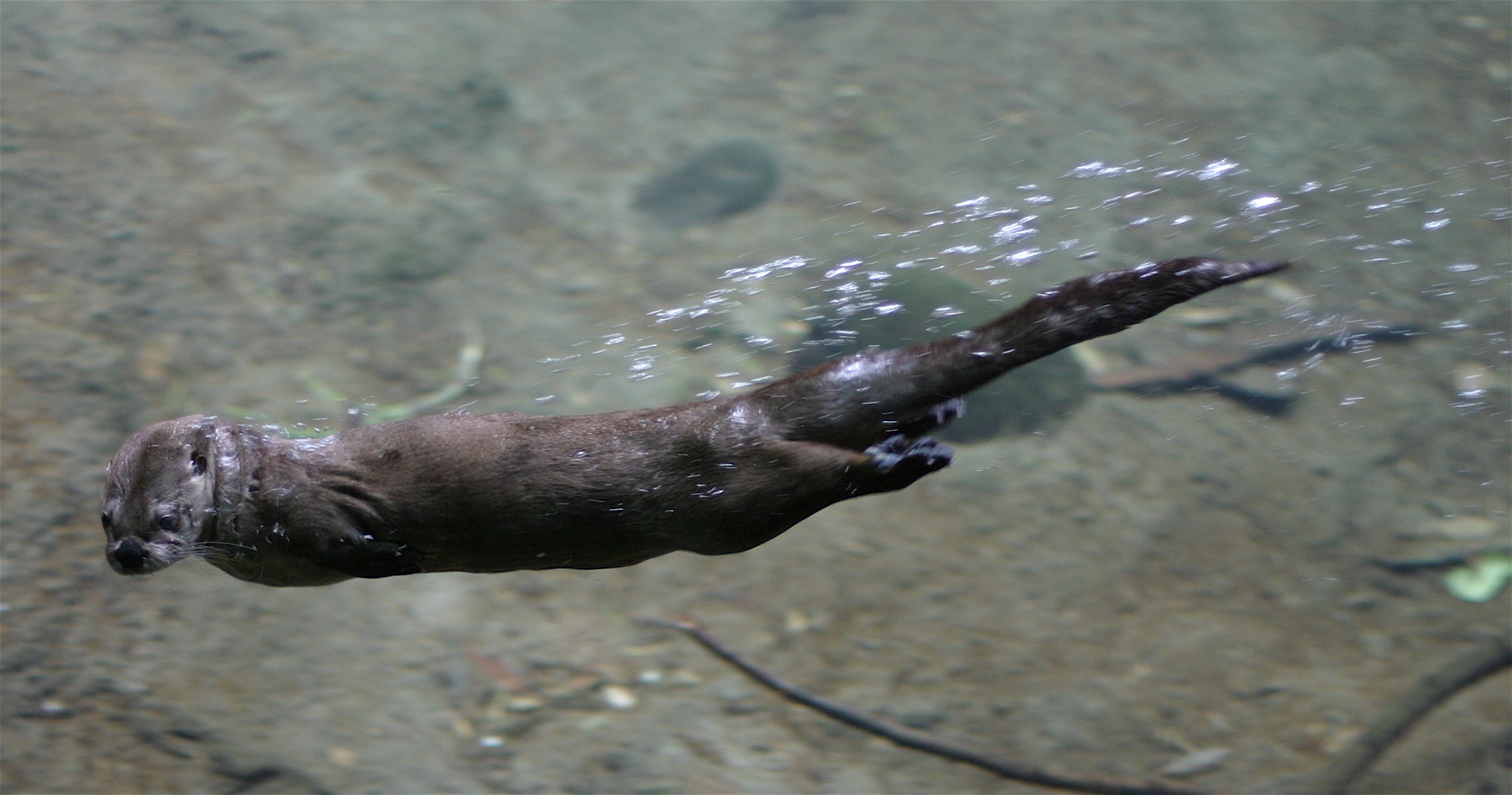
Wie alle Otter ist der Nordamerikanische Fischotter ein ausgezeichneter Schwimmer

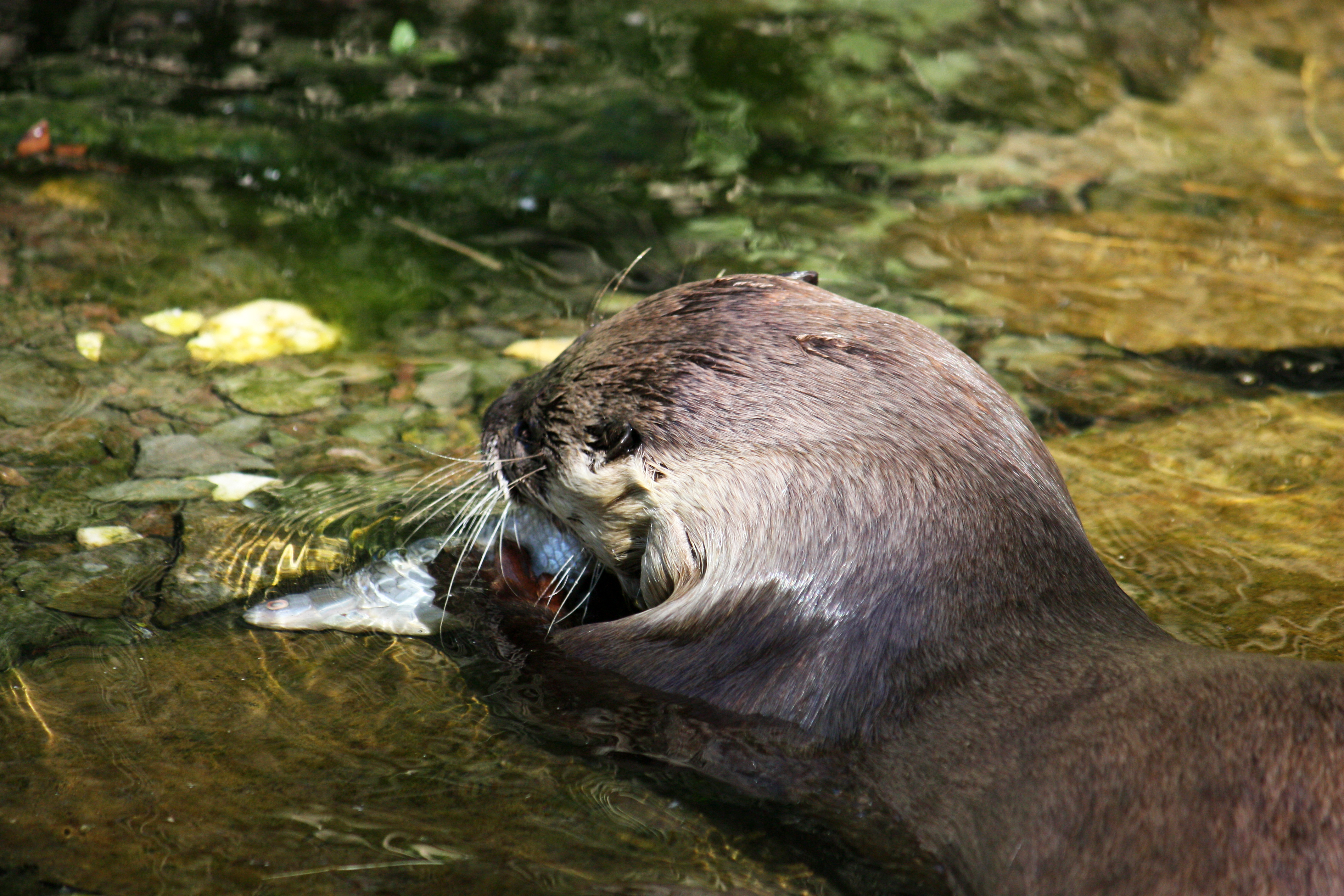
Fische stellen die Hauptnahrungsquelle dar

Die Art ernährt sich vorwiegend von  Fischen, frisst aber auch Amphibien, Krustentiere, Nager, Weichtiere, kleine Reptilien und Vögel. Bisweilen werden auch Früchte verzehrt. Unter den Fischen bevorzugt er langsam schwimmende Arten gegenüber schnell schwimmenden. Die Populationsdichte des Fischotters hängt in der Regel vom vorhandenen Fischreichtum des Lebensraums ab. In trüben Gewässern jagt der Nordamerikanische Fischotter, indem er Fische mit seinen Vibrissen erfühlt. In klaren Gewässern jagt er auf Sicht. Der Fischotter ist ein ausgezeichneter Schwimmer und Taucher, der bis zu vier Minuten unter Wasser bleiben kann und bis zu 11 km/h schnell schwimmt. Gelegentlich jagen diese Otter auch in Gruppen, um Fische in die Enge zu treiben. Der Nordamerikanische Fischotter ist meist nachts oder in der Dämmerung aktiv. In den Wintermonaten sieht man die Tiere auch häufiger am Tag. Sie halten keinen Winterschlaf und stellen den Fischen auch unter der Eisdecke nach.

## Verhalten und Lebensweise
Nordamerikanische Fischotter sind äußerst mobil und legen oft weite Strecken zurück. Tagesdistanzen von bis zu 40 Kilometern wurden beschrieben. Auf ihren täglichen Beutezügen legen Männchen im Durchschnitt vier bis fünf Kilometer, die Weibchen zwei bis drei Kilometer zurück. Meist bewegen sie sich dabei im Wasser, doch bewältigen sie auch größere Distanzen über Land, meist zwischen auseinander liegenden Gewässern. Als Ruhestätten dienen ihnen Höhlen in Uferböschungen, die häufig vom Biber angelegt werden. Häufig besitzen diese Verstecke einen Eingang unter der Wasseroberfläche.

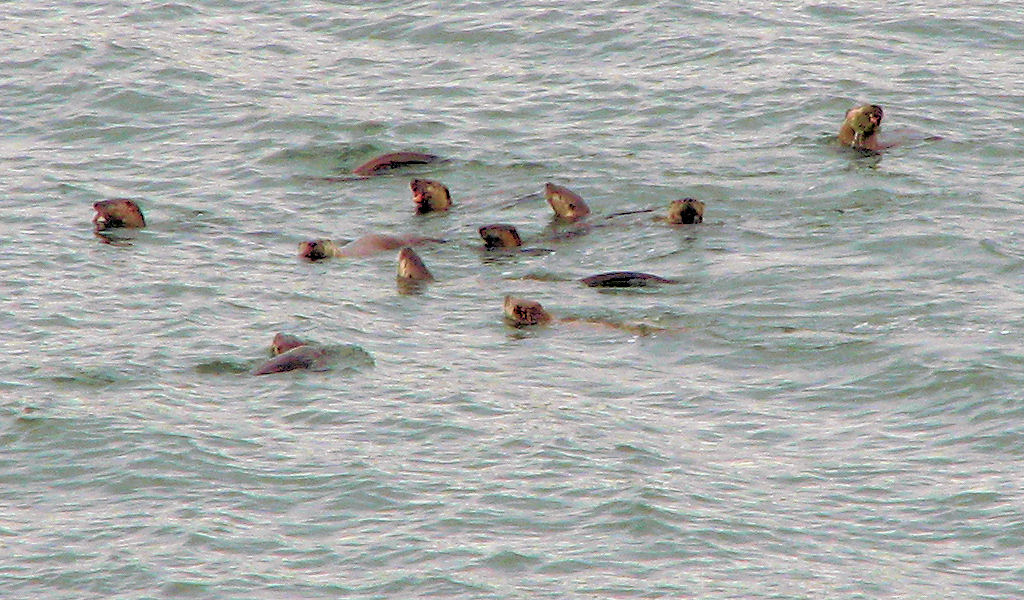
Eine Gruppe im Hafen von Ganges auf Saltspring Island, British Columbia

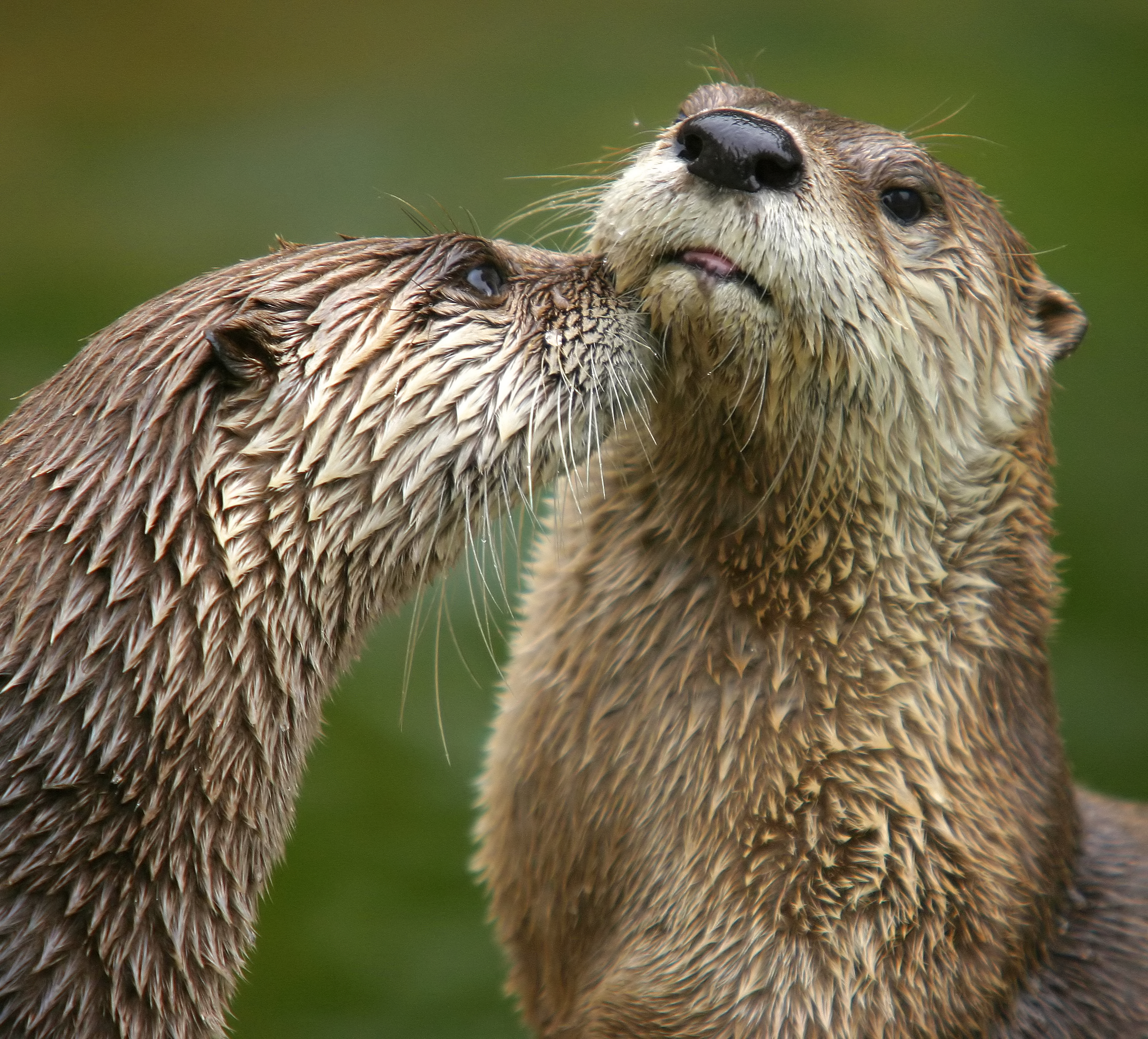
Zwei Nordamerikanische Fischotter

Das Sozialverhalten ist recht komplex und je nach Region unterschiedlich ausgeprägt. Häufig leben sie in Gruppen von bis zu 15 Tieren zusammen, wobei man die größten Gruppen entlang von Meeresküsten findet. In den Küstengebieten bestehen die Großgruppen einerseits aus Weibchen mit ihrem Nachwuchs und andererseits aus Männchen. Die Männchengruppen lösen sich in der Paarungszeit auf, wenn jedes von ihnen versucht eine Weibchengruppe zu erobern.

## Fortpflanzung
Die Paarungszeit liegt in den nördlichen Arealteilen im April, während sie in den südlichen Teilen des Verbreitungsgebietes bereits im Dezember stattfindet. Die Einnistung der Embryonen in den Uterus ist verzögert und findet erst nach einer Keimruhe von mindestens acht Monaten statt. Da die eigentliche Embryonalentwicklung 61 bis 63 Tage beträgt, kommen die Jungen nach über 10 Monaten im Winter bis Frühling des kommenden Jahres zur Welt. Die gesamte Tragzeit inklusive Keimruhe beträgt 290 bis 380 Tage. Die Populationen im Süden Floridas scheinen diese verzögerte Einnistung des Embryos allerdings nicht zu durchlaufen. Ein Wurf besteht aus ein bis fünf blinden, zahnlosen Jungen und wird in einer Höhle in Gewässernähe zur Welt gebracht. Diese muss allerdings nicht unmittelbar am Wasser liegen. Die Jungen werden mit einem Alter von zwölf Wochen abgestillt und sind mit etwa zwei Jahren selbst geschlechtsreif. Die Männchen beteiligen sich nicht an der Aufzucht der Jungen.

## Parasiten
Beim Nordamerikanischen Fischotter parasitieren eine Reihe von Saugwürmern. Im Dünndarm kommen Baschkirovitrema incrassatum, Enhydridiplostonum alaroides, Euparyphium melis und Nanophyetus salmincola vor, darüber hinaus Metazerkarien von Alaria canis im Unterhautfett. Auch zahlreiche Fadenwürmer wurden beim Nordamerikanischen Fischotter nachgewiesen. In der Harnblase parasitiert Capillaria plica. Crenosema goblei und Filaroides canadenis befallen den Atemtrakt, Dirofilaria lutrae und Dracunculus lutrae die Unterhaut, Gnathostoma miyazakii die Niere, Physaloptera-Arten und Strongyloides lutrae den Darm und Skrjabingylus lutrae die Stirnhöhle. Als Ektoparasit kommt die Tierlaus Latagophthirus rauschi vor.

## Bestand
Der Nordamerikanische Fischotter gilt nicht als gefährdet. Allerdings ist die Unterart L. c. sonora in Mexiko möglicherweise bedroht.  Die größten Gefahren stellen Gewässerverschmutzungen dar, insbesondere wenn darunter die Fischbestände leiden. Die mäßige Entnahme von Nordamerikanischen Fischottern zur Pelzgewinnung, die vielerorts stattfindet, scheint die Bestände nicht zu beeinträchtigen solange die Lebensräume intakt sind. In einigen Gebieten, in denen die Art bereits verschwunden war, wurde sie mit Erfolg wieder eingeführt.